# Fundação Christiano Ottoni
A Fundação Christiano Ottoni (FCO) é uma instituição de pesquisa de Belo Horizonte, Minas Gerais.
Estabelecida em março de 1974, foi criada para agilizar o desenvolvimento da Escola de Engenharia da UFMG (EEUFMG) mantendo um convênio com a universidade para utilizar equipamentos e instalações da instituição e a colaboração de seus servidores. A instituição tem por finalidade promover, técnica e financeiramente, os programas acadêmicos de ensino, pesquisa e extensão da UFMG, em especial da Escola de Engenharia.